# El chisme
El chisme è un singolo della cantautrice spagnola Ana Mena, del rapper portoricano Nio García e della cantautrice argentina Emilia, pubblicato il 29 maggio 2019 dall'etichetta Sony Music España.

## Descrizione
Il brano, scritto dalla stessa Ana Mena e Nio García con Bruno Nicolás Fernández, in arte Dabruk, Frank Santofimio, Jon Leone, José Luis de la Peña Mira, Maria José Fernández, Patrick Ingunza, Paul Irizarry, in arte Echo" Oscarcito e Waldemar Cancel, è prodotto da Dabruk ed Echo.

## Video musicale
Il video musicale, diretto da Mauri D. Galiano, è stato pubblicato in concomitanza all'uscita del brano attraverso il canale YouTube di Ana Mena.

## Tracce
Testi e musiche di Ana Mena Rojas, Luis Antonio Quinones García, Bruno Nicolás Fernández, Frank Santofimio, Jon Leone, José Luis de la Peña Mira, Maria José Fernández, Patrick Ingunza, Paul Irizarry, Oscarcito e Waldemar Cancel.
1. El chisme – 3:39

## Formazione
Musicisti
- Ana Mena Rojas – voce
- Luis Antonio Quinones Garcia (Nio García) – voce
- María Emilia Mernes Rueda – voce
- Frank Santofimio – chitarra
- Juan Guevara – chitarra
- Bruno Nicolás Fernández (Dabruk) – programmazione

Produzione
- Bruno Nicolás Fernández (Dabruk) – produzione
- Paul "Echo" Irizarry – produzione, missaggio, masterizzazione